# Elecciones municipales de 2019 en Vélez-Málaga
Las elecciones municipales de 2019 se celebrarán en Vélez-Málaga el domingo 26 de mayo, de acuerdo con el Real Decreto de convocatoria de elecciones locales en España dispuesto el 1 de abril de 2019 y publicado en el Boletín Oficial del Estado el 2 de abril. Se elegirán los 25 concejales del pleno del Ayuntamiento de Vélez-Málaga, a través de un sistema proporcional (método d'Hondt), con listas cerradas y un umbral electoral del 5 %.

## Candidatos
| Partido político |                                   |
| Partido político | Candidatos                        |
| ---------------- | --------------------------------- |
| PP               | Francisco Ignacio Delgado Bonilla |
| PSOE             | Antonio Moreno Ferrer             |
| GIPMTM           | Jesús Carlos Pérez Atencia        |
| AxSí             | José Pino Gálvez                  |
| Podemos          | José María Matás                  |
| C´s              | Javier García Moreno              |
| IU               | Alicia Pérez Gallardo             |
| Vox              | Javier Herreros Sánchez           |
| PMP              | Antonio Souvirón Rodríguez        |
| GD               | Elias García Pérez                |
| CPSP             | Juan Robles Moreno                |
| AELA             | Ismael Jiménez Portillo           |

## Resultados
Los resultados completos correspondientes al escrutinio definitivo se detallan a continuación:
| Candidatura     | Candidatura                                                 | Votos  | %                               | Escaños                         |
| --------------- | ----------------------------------------------------------- | ------ | ------------------------------- | ------------------------------- |
|                 | Partido Popular (PP)                                        | 10 289 | 28,90                           | 9                               |
|                 | Partido Socialista Obrero Español (PSOE)                    | 7301   | 20,51                           | 7                               |
|                 | Grupo Independiente Pro Municipio de Torre del Mar (GIPMTM) | 7240   | 20,33                           | 7                               |
|                 | Andalucía Por Sí (AxSí)                                     | 2351   | 6,60                            | 2                               |
|                 | Podemos                                                     | 1698   | 4,77                            | 0                               |
|                 | Ciudadanos (C´s)                                            | 1431   | 4,02                            | 0                               |
|                 | Izquierda Unida (IU)                                        | 1380   | 3,88                            | 0                               |
|                 | Vox                                                         | 1310   | 3,68                            | 0                               |
|                 | Por Mi Pueblo (PMP)                                         | 1231   | 3,46                            | 0                               |
|                 | Gente Democrática (GD)                                      | 660    | 1,85                            | 0                               |
|                 | Ciudadanos Por Su Pueblo (CPSP)                             | 245    | 0,69                            | 0                               |
|                 | Alternativa por las Entidades Autónomas de Electores (AELA) | 168    | 0,47                            | 0                               |
| Votos en blanco | Votos en blanco                                             | 301    | 0,84                            | n/a                             |
| Votos válidos   | Votos válidos                                               | 35 605 | 100,00                          | 25                              |
| Votos nulos     | Votos nulos                                                 | 291    | Participación: \| \| 59,15 % \| | Participación: \| \| 59,15 % \| |
| Votantes        | Votantes                                                    | 35 896 | Participación: \| \| 59,15 % \| | Participación: \| \| 59,15 % \| |
| Electores       | Electores                                                   | 60 686 | Participación: \| \| 59,15 % \| | Participación: \| \| 59,15 % \| |
|                 | 59,15 %                                                     |        |                                 |                                 |

## Resultado por distrito
| Partido político | Partido político | Votos      | Votos      | Votos      | Votos      | Votos      |
| Partido político | Partido político | Distrito 1 | Distrito 2 | Distrito 3 | Distrito 4 | Distrito 5 |
|                  | PP               | 4.500      | 2.059      | 2.269      | 1.323      | 138        |
|                  | PSOE             | 3.272      | 1.293      | 1.578      | 932        | 226        |
|                  | GIPMTM           | 824        | 214        | 5.898      | 295        | 9          |
|                  | AxSí             | 1.145      | 504        | 241        | 442        | 19         |
|                  | Podemos          | 706        | 236        | 401        | 339        | 16         |
|                  | Cs               | 460        | 152        | 362        | 439        | 18         |
|                  | IU               | 657        | 208        | 283        | 218        | 14         |
|                  | VOX              | 452        | 189        | 376        | 281        | 12         |
|                  | PMP              | 625        | 137        | 193        | 271        | 5          |
|                  | GD               | 431        | 142        | 60         | 17         | 10         |
|                  | CPSP             | 58         | 34         | 131        | 20         | 2          |
|                  | AELA             | 51         | 5          | 35         | 77         | 0          |

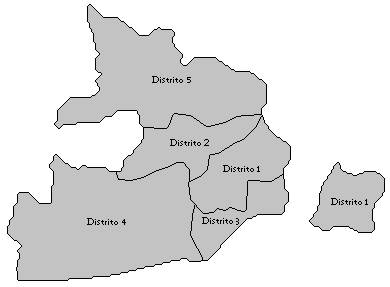

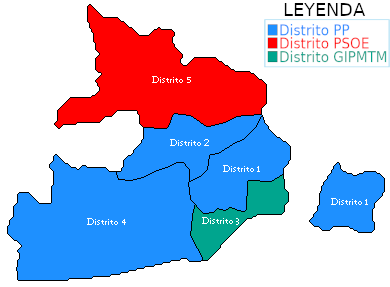
Partido más votado por distrito:
PSOE
PP
GIPMTM

Distrito 1: Vélez-Málaga (Este) y Lagos
Distrito 2: Vélez-Málaga (Oeste) y Cabrillas
Distrito 3: Torre del Mar y Caleta de Vélez
Distrito 4: Almayate, Chilches, Benajarafe y Cajiz
Distrito 5: Triana y Trapiche

## Concejales electos
Relación de concejales electos:
| N.º | Nombre                            | Lista | Lista  |
| --- | --------------------------------- | ----- | ------ |
| 1   | Francisco Ignacio Delgado Bonilla |       | PP     |
| 2   | Antonio Moreno Ferrer             |       | PSOE   |
| 3   | Jesús Carlos Pérez Atencia        |       | GIPMTM |
| 4   | Jesús Lupiáñez Herrera            |       | PP     |
| 5   | Dolores Esther Gamez Bermúdez     |       | PSOE   |
| 6   | Alejandro David Vilches Fernández |       | GIPMTM |
| 7   | María Josefa Terrón Díaz          |       | PP     |
| 8   | Luis Gerardo García Avilés        |       | PP     |
| 9   | Victor González Fernández         |       | PSOE   |
| 10  | José David Segura Guerrero        |       | GIPMTM |
| 11  | José Pino Gálvez                  |       | AxSi   |
| 12  | Eva María García Jiménez          |       | PP     |
| 13  | María José Roberto Serrano        |       | PSOE   |
| 14  | Ana Belén Zapata Jimenez          |       | GIPMTM |
| 15  | Manuel Gutiérrez Fernández        |       | PP     |
| 16  | José Hipólito Gómez Fenández      |       | PSOE   |
| 17  | Daniel Aranda Aragüez             |       | PP     |
| 18  | María del Carmen González Zapata  |       | GIPMTM |
| 19  | María Lourdes Piña Martín         |       | PP     |
| 20  | Cynthia García Perea              |       | PSOE   |
| 21  | Juan Antonio García López         |       | GIPMTM |
| 22  | Juan José Segura Palacios         |       | AxSi   |
| 23  | Jorge Pérez Ramos                 |       | PP     |
| 24  | José María Domínguez Pérez        |       | PSOE   |
| 25  | Esther Jesús Ruiz Ventura         |       | PP     |

## Conformación de Gobierno
| Candidato              | Fecha                                                   | Voto |   |   |   |   | Total |
| ---------------------- | ------------------------------------------------------- | ---- | - | - | - | - | ----- |
| Antonio Moreno Ferrerr | 15 de junio de 2019 Mayoría requerida: Absoluta (13/25) | Sí   |   | 7 | 7 |   | 14/25 |
| Antonio Moreno Ferrerr | 15 de junio de 2019 Mayoría requerida: Absoluta (13/25) | No   | 9 |   |   | 2 | 11/25 |